# Kujawiacy
Kujawiacy (nazwy gwarowe: Kujawiocy, Kujawusy) – grupa etnograficzna ludności polskiej, zamieszkująca rozległe Kujawy, daleko na wschód od Krajny. Ludność ta posługuje się gwarą kujawską dialektu wielkopolskiego.
Jan Stanisław Bystroń określił Kujawiaków jako starą grupę etnograficzną, blisko związaną z Wielkopolską, jednak mającą już wiele cech wspólnych z Pomorzem. Przedstawił, że Kujawy były także obszarem obu wpływów kulturowych Pomorza i Wielkopolski.

## Świadomość etniczna
Kujawiacy nie są jednolitą grupą etniczną, zarówno z powodu czynników fizjograficznych, jak i podziału Kujaw podczas zaborów przez granicę prusko-rosyjską, a także zmieniających się podziałów administracyjnych i kościelnych oraz związków z regionami sąsiednimi. Mimo wszystko, Kujawy zarówno w przeszłości jak i obecnie zasiedlone były w zdecydowanej przewadze przez zwartą grupę etniczną rodzimych Kujawiaków, którzy niezależnie od asymilacji z Olędrami i osadnikami narodowości niemieckiej w całokształcie kultury zachowali treści w pełni rodzime. W zachodniej części regionu widoczne są kulturowe wpływy Wielkopolski, a we wschodniej – Mazowsza. Wyjątkiem są Kujawy północne, tzn. tereny położone pomiędzy Solcem Kujawskim na południu a Koronowem na północy, gdzie osadnictwo niemieckie było na tyle intensywne, że doprowadziło do zaniku kujawskiej tożsamości etnicznej na tym obszarze.
Pośród Kujawiaków wyróżnia się podgrupę opartą na kolonizacji leśnej tzw. Borowiacy Kujawscy.

## Region etnograficzny
W kwestii granic obecnego obszaru etnograficznego Kujawiaków, można przyjąć, iż północno-wschodnią granicę stanowi Wisła, zachodnia ciągnie się od Solca Kujawskiego do Pakości, dalej wzdłuż Jeziora Pakoskiego do Wójcina, południowa zaś od Wójcina przez okolice Sompolna, Babiaka, Brdowa, Przedcza do Skoków Dużych. Powyżej przedstawione granice były wyznaczone na podstawie wyników badań nad samookreśleniem etnicznym ludności Kujaw, przeprowadzonych przez Józefa Gajka w 1938 roku i Ryszarda Kukiera w 1963 roku.

## Etnogeneza
Pierwszymi znanymi ludami zamieszkującymi obszar dzisiejszych Kujaw, które jednak nie pozostawiły po sobie wyraźnych śladów w obecnej kulturze kujawskiej byli Lugiowie – lud nieznanego, prawdopodobnie germańskiego pochodzenia często utożsamianego z Wandalami lub Wenedami, przybyli ze Skandynawii Goci i być może ludy trackie. W V–VI wieku na terytorium Kujaw zaczęły przenikać pierwsze fale ludności słowiańskiej.
Kujawiacy są częściowo odległymi potomkami plemienia słowiańskiego Kujawian, utożsamianego czasem z Goplanami lub Mazowszanami-Kłobianami. Pierwotnie plemię to miało zasiedlać nie tylko Kujawy, ale i część Wielkopolski właściwej. W tym czasie ludność kujawska miała wykazywać charakter mazowszański i jednocześnie bardzo zbliżony do pomorskiego. Sytuacja zmieniła się wraz z opanowaniem terytoriów Goplan-Kujawian przez przybyłych z południa Polan. Istnieje teoria głosząca, że przodkowie Polan, którzy musieli opuścić (wraz z Morawianami) terytoria panońskie na skutek zdobycia ich przez Awarów osiedlili się z czasem na obszarze dzisiejszej Wielkopolski. Wkrótce Polanie z pomocą wojsk wielkomorawskich opanowali Kujawy. Od tego czasu kultura kujawska ulegała silnym wpływom polańskim, stając się z czasem bardziej podobna do wielkopolskiej niż mazowszańskiej.[wymaga weryfikacji?]
Innym istotnym wydarzeniem w etnogenezie Kujawiaków było pojawienie się osadników olęderskich i niemieckich kolonizujących obszary położone przede wszystkim wzdłuż rzek Wisły i Noteci. Na tło etniczne Kujawiaków miała wielki wpływ także ludność żydowska, która w większej mierze pojawiła się w czasach panowania Kazimierza III Wielkiego. Od XIX wieku na Kujawach zaczęli w większej liczbie osiedlać się Romowie. Część tych grup etnicznych uległo z czasem zupełnej lub częściowej asymilacji z Kujawiakami, którzy przejęli od nich różne cechy kultury materialnej i duchowej.

## Literatura
Do terenu Kujaw w swojej twórczości nawiązywali pisarze wywodzący się z tej społeczności Stanisław Przybyszewski i Jan Kasprowicz.